# Баймагамбетов, Султан Биржанович
Султан Биржанович Баймагамбетов (каз. Сұлтан Біржанұлы Баймағамбетов; 1920—1943) — командир пулемётного отделения 147-го стрелкового полка (43-я стрелковая дивизия, 67-я армия, Ленинградский фронт), старший сержант. Герой Советского Союза — 25 июля 1943 года закрыл грудью амбразуру пулемёта.

## Биография
Родился 1 апреля (по другим данным — 21 февраля) 1920 года в ауле Коянды-Агаш в семье крестьянина. Казах. Выходец из рода Байгулак, Среднего жуза. Племени Аргын
Рано лишился матери и отца из-за голода 1920-х годов. В юности воспитывался сестрой Зейнеп. В 1937 году в селе Коянды-Ага сгорела деревянная школа сгорела и в 6—7-х классах обучался в Каракалпакской семилетней школе, которая являлась «бюджетным интернатом» — специализированным учебным заведением для детей-беспризорников. Проживал в Коянды-Агаш (примерно 7 км от с. Каракалпак). В начале 7-го класса его как хулигана исключили из школы из-за несоблюдения порядка, так как характер у него был суровый ещё в школьные годы. После исключения из Каракалпакской школы-интерната не учился около месяца, помогал сестре по хозяйству. В 1937 году был зачислен в пятый класс (на 2 года в связи с реформой образования был понижен) Аулиекольской русской средней школы, которую после и закончил. Материальные возможности не позволили ему продолжить учёбу. Пошёл работать кассиром в почтовое отделение, вскоре был назначен начальником почтового отделения в ауле Кумсу. Потом переехал в село Семиозёрное.
В октябре 1940 года был призван в Красную Армию. Окончил полковую школу. Участник Великой Отечественной войны с июня 1941 года. Воевал под Ленинградом. В 1942 году вступил в ВКП(б).
22 июля 1943 года в бою в районе посёлка Синявино в траншеях противника уничтожил до десятка гитлеровцев. В бою 25 июля продвижение наших воинов было остановлено огнём пулемёта из вражеского дзота. Отважный воин подполз к огневой точке и забросал её гранатами. Но пулемёт не умолк. Тогда он закрыл амбразуру грудью.
Указом Президиума Верховного Совета СССР «О присвоении звания Героя Советского Союза офицерскому, сержантскому и рядовому составу Красной Армии» от 21 февраля 1944 года за «образцовое выполнение боевых заданий командования на фронте борьбы с немецкими захватчиками и проявленные при этом отвагу и геройство» удостоен посмертно звания Героя Советского Союза.

… Султан Баймагамбетов — мой боевой товарищ, мы с ним участвовали во многих боях. Между прочим, в роте его чаще называли не Султаном, а Сашей. Это простое русское имя нравилось ему больше, чем Султан. Если же кто-нибудь окликал его по имени, он шутя грозил пальцем:
— Тише, не дай Бог услышат фашисты, поднимут шум, что русские позвали на помощь какого-то султана.
В тот день, когда Баймагамбетов закрыл своим телом амбразуру дзота, мы с самого раннего утра были вместе. Позиция нашей роты проходила у самых Синявинских высот. До немцев было метров триста-четыреста. Это от ротных позиций, а мы с Султаном Баймагамбетовым и Василием Семеновым залегли ещё ближе к фашистам. Хорошо замаскировавшись, мы могли не только вести наблюдение, но и стрелять без промаха.
В пять утра началась наша артподготовка, затем атака. Успеха она не принесла. Вторая атака тоже оказалась неудачной. У немцев было очень много огня. Нам это было видно особенно хорошо. Баймагамбетов и я высматривали, где стоят немецкие пулеметы, а Семенов полз к командиру роты и докладывал, в каком месте находятся огневые точки.
Отбив атаку, немцы сами пошли вперед. Только ничего у них из этого не получилось. Несколько раз они бросались в контратаки и каждый раз, получив по зубам, откатывались обратно.
Часам к одиннадцати положение наше стало незавидным. Патронов осталось штук по тридцать, не больше. В бою это пустяк: две-три короткие очереди — и автомат пуст. Вся надежда была на Семенова. Он понес командиру роты донесение и на обратном пути должен был принести патроны. Но Семенов не вернулся. Наверное, его зацепила фашистская пуля.
В это время наши бойцы опять пошли в атаку. Нам надо бы поддержать их, да нечем. Все, что оставалось у нас с Баймагамбетовым, это несколько гранат. А роте нашей никак не продвинуться вперед: не давал пулеметный огонь. Тогда Султан сказал:
— Пойду с гранатами… Он взял шесть гранат и пополз к дзоту, который почти беспрерывно стрелял. Мне было хорошо видно, как Султан пробрался к амбразуре и бросил одну за другой две гранаты. Пулемет замолчал. Но недалеко от замолчавшего дзота стреляли другие. Баймагамбетов подполз к тому, который находился поближе, и опять бросил две гранаты. Огонь не прекратился. Султан подполз ещё ближе и бросил третью гранату. Получилось очень удачно: граната попала точно в амбразуру.
Несколько минут Баймагамбетов лежал не двигаясь. Я даже заволновался, не случилось ли с ним чего-нибудь. Потом, смотрю, зашевелился. Ну, думаю, устроил себе передышку и теперь будет ползти обратно. Все равно одной гранатой не навоюешься. И к тому же, если двигаться дальше — к треугольному дзоту, никак не минешь небольшую горушку. Тут и не снайпер запросто снимет — горушка совсем голая.
В это время, воспользовавшись тем, что Султан Баймагамбетов заткнул глотку двум дзотам, наша рота продвинулась вперед и местами вплотную подошла к немцам. Ещё один бросок — и наша возьмет. Вот только треугольный дзот мешал. Баймагамбетов видел это. Он бросился вперед, перескочил горушку и швырнул гранату. Она разорвалась возле амбразуры, не причинив фашистскому пулеметчику никакого вреда.
Огонь не прекращался. И вот я увидел, как Султан вскочил на ноги, рванулся к амбразуре и накрыл её своим телом.

Мы бросились в атаку. А больше я ничего не помню, так как в рукопашной схватке был тяжело ранен в голову и живот.— Из письма Ханифа Гайнутдинова, однополчанина Героя и участника последнего боя.

## Память
- Похоронен в братской могиле на воинском мемориале «Синявинский высоты» в посёлке Синявино Ленинградской области[6].
- Навечно зачислен в списки воинской части.
- Именем Героя названы совхоз, Аулиекольская школа-гимназия и улица в Костанае.
- Бюст Героя установлен в родном ауле.
- В городе Кировске Ленинградской области в 2001 году имя Героя Советского Союза Султана Баймагамбетова присвоено гимназии. Во дворе установлен памятник, на открытии которого присутствовали его родственники из Республики Казахстан[7].

## Награды
- Медаль «Золотая Звезда» Героя Советского Союза (21.02.1944)[3][8]
- Орден Ленина (21.02.1944)
- Медаль «За оборону Ленинграда»